# Trường Đại học Quốc gia Kongju
Đại học Quốc gia Kongju (hangul: 국립공주대학교), tên tiếng Anh: Kongju National University (KNU) là một trường đại học Quốc gia Tổng hợp có trụ sở chính đặt tại thành phố Gongju, tỉnh Chungcheong Nam, Hàn Quốc với khuôn viên tọa lạc tại ba thành phố là Gongju, Cheonan và Yesan. Năm 2014 trường đã đạt được chứng chỉ đánh giá chất lượng giáo dục quốc tế IEQAS và là một trong những trường hàng đầu ở Hàn Quốc trong lĩnh vực đào tạo giáo viên sư phạm.

## Lịch sử
KNU được thành lập vào năm 1948 với tên gọi là Trường Cao đẳng sư phạm Kongju. Nó được nâng lên thành một trường Đại học hoàn chỉnh vào năm 1991, và lớn mạnh nhanh chóng trở thành một trường Đại học lớn với trên 22,000 sinh viên, bởi sự sáp nhập trường Cao đẳng Nông nghiệp Yesan thành College of Industrial Sciences vào năm 1992, và sáp nhập trường Cao đẳng Văn hóa Quốc gia Kongju thành College of Visual Image and Health vào năm 2001, và tiếp tục sáp nhập trường Cao đẳng Kỹ thuật Cheonan thành College of Engineering vào năm 2005. KNU đã đào tạo được hơn 100,000 sinh viên tốt nghiệp kể từ khi thành lập tới nay.

### Thư viện
KNU hoạt động với thư viện trung tâm tại khuôn viên chính Gongju, và hai thư viện chi nhánh tại Yesan và Cheonan. Thư viện đã hỗ trợ đào tạo và nghiên cứu của các khoa, ngành và các hoạt động học tập của sinh viên trong hơn 60 năm qua.

## Khuôn viên
Trường Kongju có ba khuôn viên: 
- Khuôn viên Gongju(Khuôn viên chính)

Địa chỉ: số 182 Singwan-dong, Thành phố Gongju, tỉnh Chungcheongnam-do
- Khuôn viên Yean-san

Địa chỉ: 1-dong, thành phố Yesan, tỉnh Chungcheongnam-do
- Khuôn viên Cheon-an

Địa chỉ: số 275, Budae-dong, thành phố Cheonan, tỉnh Chungcheongnam-do

## Cuộc sống sinh viên

### Ký túc xá
Trường có toàn bộ 5 tòa nhà Ký túc xá với tổng số sinh viên là 4365, trong đó bao gồm 2773 sinh viên tại Gongju, 582 sinh viên tại Yesan và 234 sinh viên tại Cheonan. Sinh viên quốc tế sẽ được ưu tiên chấp nhận đăng ký phòng ở ký túc xá.
Khuôn viên Gongju
Khuôn viên Yesan
Khuôn viên Cheonan

### Câu lạc bộ sinh viên
Sinh viên có thể tham gia vào các câu lạc bộ  để tham gia các hoạt động xã hội hoặc gặp gỡ các sinh viên khác có cùng sở thích.
Danh sách các câu lạc bộ có thể truy cập tại liên kết: Student Clubs

## Các liên kết bên ngoài
- Home page (tiếng Anh)
- Home page (tiếng Hàn)

## Thư viện ảnh
- an IEQAS certified university
- aerial shot of Gongju campus
- aerial shot of Yesan campus
- Front gate - Cheonan campus.
- Dormitory - Cheonan campus.
- Electrical Engineer Building - Cheonan campus.